# Tsivoka simplicicollis
Tsivoka simplicicollis là một loài bọ cánh cứng trong họ Cerambycidae.